# Henry Du Mont
Henry Du Mont (Borgloon, 1610-París, 8 de mayo de 1684 ) fue un compositor belga del barroco. 

## Biografía
Comenzó su formación musical en Maastricht, donde fue niño de coro de la catedral, y posteriormente volvió a Lieja para estudiar composición con el maestro de la capilla de la catedral local, Lèonard de Hodemont (1575-1636). En la catedral de Lieja el repertorio musical incluía obras concertantes para pequeñas y grandes habilidades de sus músicos. Tras completar su formación en composición Du Mont se traslada a la capital francesa donde realizó numerosos trabajos:
- 1643-1652: Organista en la Iglesia de San Pablo.
- 1652-1660: Intérprete de instrumentos de teclado en la Casa del duque de Anjou (hermano de Luis XIV).
- 1663: Se convirtió en uno de los cuatro sous-mâitres (Henry Du Mont, Gabriel Expilly, Pierre Robert, Thomas Gobert) que se encargaban de la dirección de la Chapelle Royale cuando Luis XIV decidió reorganizarla.

En torno a 1673 muere su esposa y Du Mont decide convertirse en abad de Notre Dame de Silly en Normandía. En esta época también recibió el título de maestro de capilla de la Reina.

## Obras
- 1652: Cantica sacra II, III, IV cum vocibus tum instrumentibus modulata. Liber primus.

Entre otras muchas piezas compuso la Cantica Sacra en 1652, la primera música religiosa francesa que incluía el acompañamiento con bajo continuo. Esta obra tiene varias características italianas: uso de bajo continuo, las falsas relaciones, las cadenas de retardos, los emotivos interválicos y los madrigalismos). Esto es una muestra de la influencia de los repertorios veneciano y romano que el compositor encontró en Lieja.
Otras obras destacables:
- 1657: Meslanges à II, II, IV el V parties, avec la base continue.
- 1660: Cinq Messes en plain-chant musical.
- 1663: Airs à IV parties avec la basse continue…sur la paraphrase des psaumes.
- 1668: Motets à deux voix avec la base continue.
- 1681: Motets à II, III, et IV parties, pour voix et instruments, avec la base continue.

### Los 20grands motetsde Du mont
Se cree que fueron compuestos durante el servicio de Henry Du Mont a la Chapelle Royale entre los años 1663-1673, y fueron publicados tras su muerte. Para la composición de los Grand motets extendió los modelos establecidos por Formé y Veillot. Lo hizo a través de diversas cadenas de secciones contrastantes. Cada sección estaba formada por una introducción o interludio instrumental, pasajes para voces solistas, frases para conjuntos y exposiciones para coro completo. Estas características las deja presentes en obras como Quemadmodum desiderat cervus, donde encontramos seis secciones ajustadas a este patrón, cada sección tiene sus propias características musicales que contrastan con las demás secciones. Con obras tan extensas como Quemadmodum desiderat cervus  la misa de la Chapelle Royale se convirtió prácticamente en un concierto coral en el que los celebrantes susurraban o leían silenciosamente el texto litúrgico. La misa real bajo el mandato de Luis XIV llegó a convertirse en una forma de espectáculo de Estado, un símbolo de su poder.